# Xavier Jan
Xavier Jan (né le 2 juin 1970 à Dinan) est un ancien coureur cycliste français. Il est l'actuel président de la Ligue nationale de cyclisme (L.N.C.).

## Biographie
Xavier Jan remporte en 1994 la Ronde de l'Isard, épreuve phare du circuit amateur français.
Il commence sa carrière professionnelle en 1996 dans l'équipe Force Sud qui disparaît au mois de juillet de cette même année. En 1997, il rejoint la nouvelle équipe La Française des jeux dirigée par Marc Madiot. Il monte sur le podium de deux épreuves de la Coupe de France : la Polymultipliée de l'Hautil et À travers le Morbihan.
En 1998, Xavier Jan participe à son premier Tour de France. Présent dans un groupe de neuf échappés lors de la troisième étape, il échoue à la deuxième place, battu au sprint par l'Allemand Jens Heppner et manque ainsi de peu une victoire de prestige car l'étape avait lieu un 14 juillet. En fin d'année, il est sélectionné en équipe de France pour la course en ligne des championnats du monde. Il ne parvient pas à l'arrivée de la course.
Il prend à nouveau part au Tour deux ans plus tard, et prend une nouvelle seconde place d'étape à Villeneuve-sur-Lot, derrière Erik Dekker.
En 2001, Xavier Jan rejoint l'équipe Auber 93, avec laquelle il remporte le Ster Elektrotoer. L'année suivante, il gagne le Grand Prix d'ouverture La Marseillaise. En septembre, il prend le départ du Tour d'Espagne aux côtés de Félix García Casas mais abandonne dès la cinquième étape.
Xavier Jan a été remarqué durant sa carrière pour avoir dénoncé à plusieurs reprises le dopage. Après sa carrière sportive, il est devenu vice-président de l’Union nationale des cyclistes professionnels.
Le 4 décembre 2020, il devient le nouveau président de la Ligue nationale de cyclisme (LNC) et succède ainsi à Marc Madiot, en poste depuis décembre 2008, qui n'était pas candidat à sa succession, après 3 mandats consécutifs.

## Palmarès

### Palmarès amateur
| - 1991 - 2e du Tour de la Dordogne - 2e du Tour de la Bidassoa - 3e du Ruban granitier breton - 3e du Prix Fréquence-Nord - 3e du Circuit des Deux Provinces - 1992 - 2e du Grand Prix Gilbert-Bousquet - 1994 - Ronde de l'Isard : - Classement général - 2e étape - Tour de Bigorre | - 1995 - 10e épreuve de la Mi-août bretonne - 3e de Tarbes-Sauveterre - 3e de la Ronde de l'Isard |  |

### Palmarès professionnel
| - 1997 - 2e de la Polymultipliée de l'Hautil - 3e d'À travers le Morbihan - 2001 - Ster Elektrotoer - 3e du Tour du Finistère | - 2002 - Grand Prix d'ouverture La Marseillaise |  |

### Résultats sur les grands tours

#### Tour de France
3 participations
- 1998 : 77e
- 2000 : 76e
- 2001 : non-partant (14e étape)

#### Tour d'Espagne
1 participation
- 2002 : abandon (5e étape)

### Classements mondiaux
Xavier Jan a été classé au mieux 203e en fin d'année au classement UCI en 1997.
| Année          | 1996  | 1997 | 1998 | 1999 | 2000 | 2001 | 2002 |
| Classement UCI | 1314e | 203e | 367e | 501e | 299e | 286e | 475e |